# Trost Rocks
Trost Rocks är en kulle i Antarktis. Den ligger i Östantarktis. Australien gör anspråk på området. Toppen på Trost Rocks är 53 meter över havet.
Terrängen runt Trost Rocks är platt. Trakten är obefolkad. Det finns inga samhällen i närheten.